# Atomey
Atomey ou Atomè est un arrondissement du département de Couffo au Bénin. C'est une division administrative sous la juridiction de la commune d'Aplahoué.

## Géographie
Atomè est une division administrative sous la juridiction de la commune de Aplahoué,. Atome fait partie des sept arrondissements que compte la commune d'Aplahoué dont: Aplahoué, Azovè,Godohou, Kissamey et Lonkly. Cet arrondissement compte 16 villages,.

## Population
Selon le recensement de la population effectué par l'Institut National de la Statistique Bénin en 2013, Atomè compte 17 883 habitants pour une population masculine de 8 515 contre 9 368 femmes pour un ménage de 3 396.
| Indicateur           | 2013   |
| -------------------- | ------ |
| Nombre de ménages    | 3 396  |
| Population féminine  | 9 368  |
| Population masculine | 8 515  |
| Population totale    | 17 883 |

## Galerie de photos

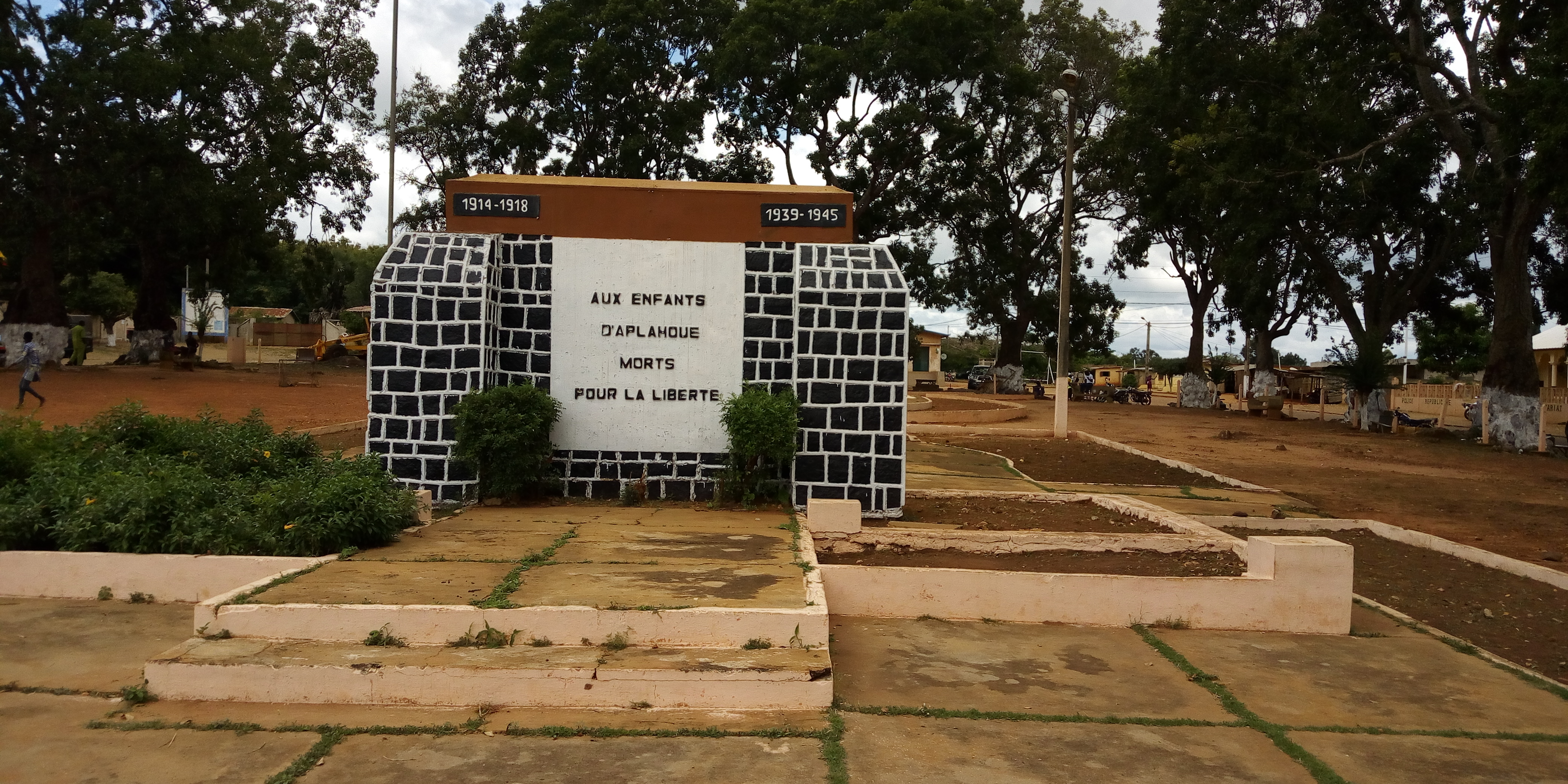
Place publique monuments aux morts à Aplahoué
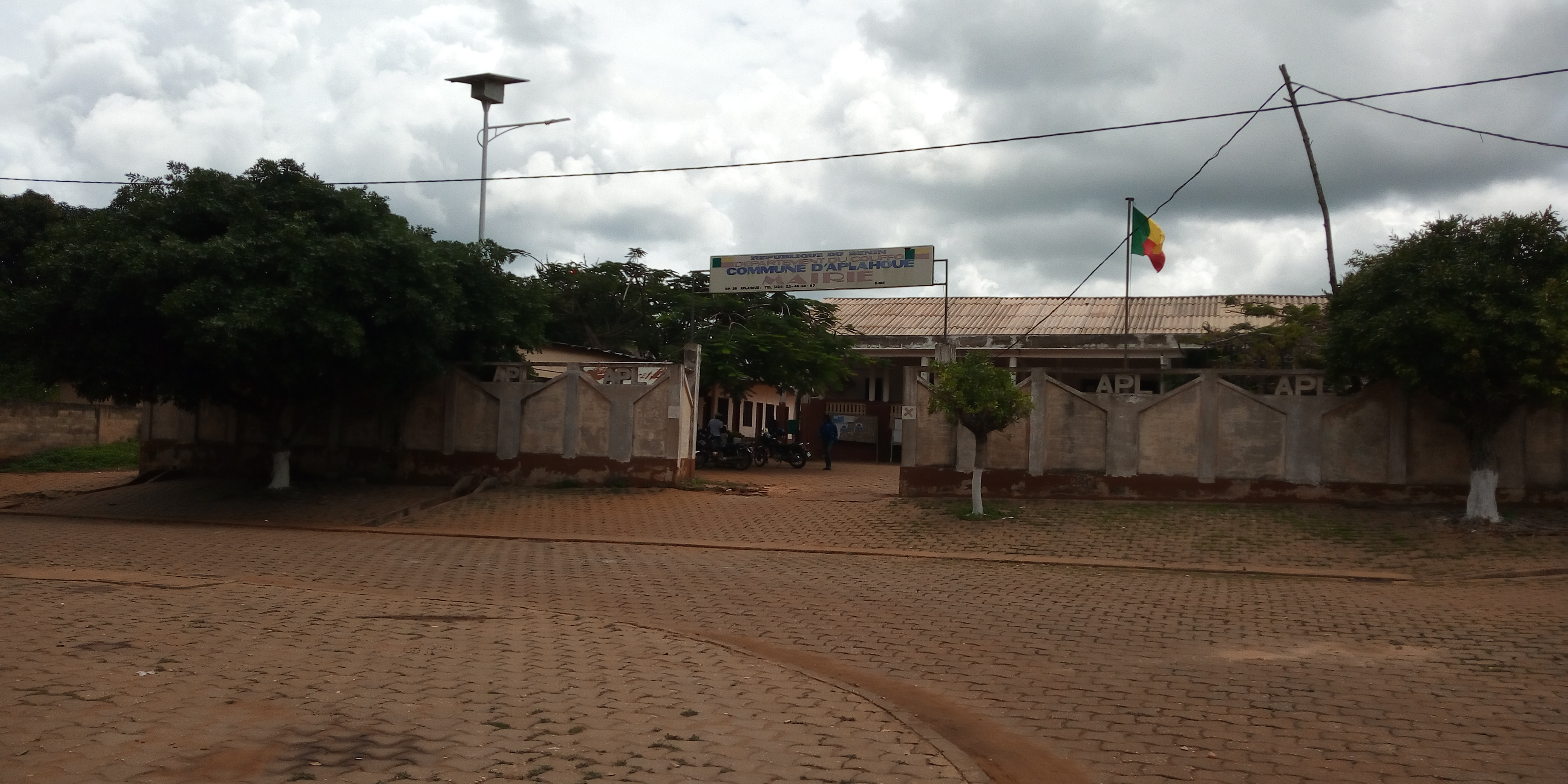
Mairie Aplahoué vue de face
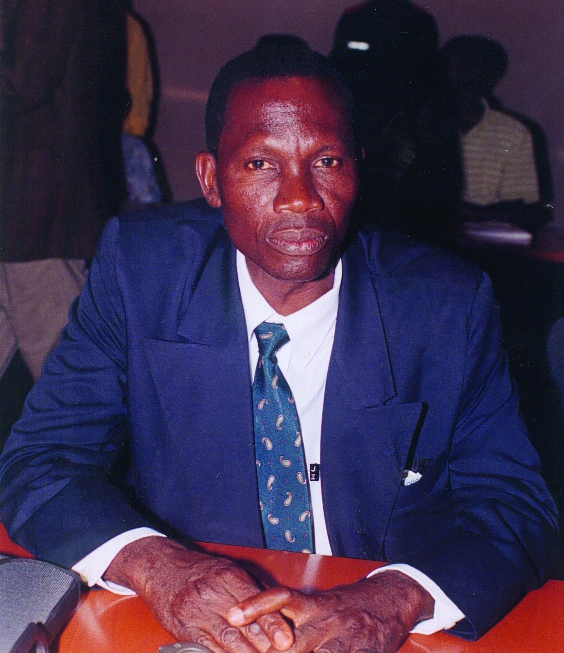
Daniel Lonmandon ancien maire d'Aplahoué